# Rhaphiomidas hasbroucki
Rhaphiomidas hasbroucki är en tvåvingeart som beskrevs av Mont A. Cazier 1985. Rhaphiomidas hasbroucki ingår i släktet Rhaphiomidas och familjen Mydidae.
Artens utbredningsområde är Kalifornien. Inga underarter finns listade i Catalogue of Life.